# CTCSS
Die Funktion CTCSS (englisch Continuous Tone-Coded Subaudio Squelch oder englisch Continuous Tone-Coded Squelch System) (Subton-Squelch-Verfahren; Entstörungscode) erlaubt das gezielte Auswählen bestimmter Funkgeräte innerhalb eines ausgewählten Funkkanals. Beim Senden wird vom Anrufer bei analoger Audioübertragung ein Pilotton mitgesendet, auf den nur die Empfangsgeräte reagieren, die auf diesen Tonruf programmiert sind. Beim Ankommen des Erkennungstons werden sie dann den Empfang zum Mithören öffnen.
CTCSS erlaubt es, dass sich verschiedene Benutzergruppen ein und dieselbe Sendefrequenz teilen (z. B. denselben PMR-Funkkanal), ohne dass sie Gespräche der jeweils anderen Benutzergruppen mit anhören müssen. Eine idente Funktion, welche statt mit Pilottönen mit digitalen Codewörtern arbeitet, stellt das Verfahren Digital Coded Squelch (DCS) dar.

## Audiofrequenzen
CTCSS überträgt gleichzeitig mit dem Nutzsignal Steuerungstöne (zwischen 67 und 255 Hz). Die Töne befinden sich am unteren Ende des hörbaren Frequenzspektrums. Normale Funkgeräte unterdrücken solche tiefen Töne und geben meist nur 300 Hz bis ca. 3000 Hz über den Lautsprecher aus. Die Frequenzen stehen jeweils in „krummen“ Verhältnissen zueinander, um nicht durch Mischung anderer CTCSS-Töne entstehen zu können. CTCSS-Signale werden für die Squelch-Steuerung (Rauschsperre) des Empfängers genutzt. Nur wenn das empfangene Signal den passenden CTCSS-Ton mit dem Nutzsignal mitsendet, wird die Rauschsperre geöffnet.
Die Frequenzen der einzelnen Töne (Tonhöhe des CTCSS-Tons) sind:
| 67,0  | 69,3  | 71,9  | 74,4  | 77,0  | 79,7  | 82,5  | 85,4  | 88,5  | 91,5  |
| 94,8  | 97,4  | 100,0 | 103,5 | 107,2 | 110,9 | 114,8 | 118,8 | 123,0 | 127,3 |
| 131,8 | 136,5 | 141,3 | 146,2 | 151,4 | 156,7 | 159,8 | 162,2 | 165,5 | 167,9 |
| 171,3 | 173,8 | 177,3 | 179,9 | 183,5 | 186,2 | 189,9 | 192,8 | 196,6 | 199,5 |
| 203,5 | 206,5 | 210,7 | 218,1 | 225,7 | 229,1 | 233,6 | 241,8 | 250,3 | 254,1 |

Die 38 Standardfrequenzen nach TIA/EIA-603-D sind in der Tabelle fett gedruckt. Diese Standardfrequenzen werden von nahezu allen Funkgeräten verwendet, welche mit einer Angabe wie „38 CTCSS-Codes“, „38 Unterkanäle“ o. ä. verkauft werden. Typischerweise sind dies analoge PMR-Funkgeräte, Freenet-Funkgeräte oder LPD/SRDs. Im Gegensatz hierzu muss man bei Amateurfunkgeräten in der Regel die CTCSS-Frequenz in Hertz eingeben und kann damit auch die Frequenzen aus der Tabelle verwenden, welche nicht den 38 Standardtönen entsprechen.

## Synonyme für CTCSS
- Channel Guard (CG) – Abkürzung von General Electric
- Private Line (PL) – Abkürzung von Motorola; der dazugehörige Ton ist der PL-Ton
- Interference Eliminator Code – Abkürzung von Motorola (2006)
- Quiet Channel (QC) – Abkürzung der RCA (Radio Corporation of America)
- Entstörungscode
- Pilotton
- Unterkanal

## Sprechfunk
CTCSS dient dazu, gegenseitige Störungen zwischen mehreren Mitbenutzern der gleichen Frequenz zu minimieren. So benutzt beispielsweise der für jedermann zugängliche PMR-Funk nur 8 bzw. 16 Kanäle. Je Kanal werden durch CTCSS aber nochmals 38 „Unterkanäle“ kodiert. CTCSS wirkt so als Selektivrufsystem. Ein Signal wird beim Senden ständig mit ausgestrahlt. Davon zu unterscheiden ist Selcall (auch ein Selektivrufsystem), bei dem nur zu Beginn der Sendung ein Code-Signal gesendet wird, um beim Empfänger die Rauschsperre (Squelch) auszuschalten. Wie der Name CTCSS (Continuous Tone Coded Squelch System) schon sagt, handelt es sich um einen kontinuierlichen Ton. Im Gegensatz zur gewöhnlichen Rauschsperre (Squelch System) kommt beim CTCSS aber überhaupt kein Ton aus dem Lautsprecher, wenn das Code-Signal nicht übereinstimmt oder aufgrund schwacher Signale nicht erkannt wird. Der Vorteil von CTCSS ist, dass der Funkempfänger während der Empfangsbereitschaft absolut still ist, was eine entspannte Atmosphäre für den Funkbetrieb schafft.
Auch die Sende-/Empfangsumschaltung passiert absolut still. Die Stimme der Gegenstation kommt einfach so aus dem Lautsprecher des Empfängers, ohne das sonst übliche Knacken beim Öffnen und Schließen der Rauschsperre. Dies wird dadurch erreicht, dass zunächst der Träger getastet wird und erst eine kurze Zeit danach (0,1 Sekunde) der CTCSS-Ton auf den Träger getastet wird. Der Lautsprecher des Empfängers öffnet also erst, wenn der Sender schon auf voller Leistung ist.
Zur Empfangsumschaltung wird ebenso erst der CTCSS-Ton vom Träger genommen, so dass der Lautsprecher des Empfängers abschalten kann. Erst danach wird der Sender abgeschaltet. Es gibt kein Nachrauschen (Noisetail) mehr im Empfänger.
Bei CTCSS müssen alle Gegenstationen mit CTCSS ausgerüstet sein, um den CTCSS-Pilotton auszuwerten und bei Übereinstimmung den Lautsprecher des Empfängers einzuschalten. Wird vom Sender gar kein oder ein anderer CTCSS-Subton gesendet, so bleibt der Lautsprecher beim Empfänger stumm. Wenn ein weiterer Empfänger auf dieser Frequenz mithört und überhaupt keinen CTCSS-Subton eingeschaltet hat (oder sein Gerät nicht diese Funktion besitzt), dann kann er problemlos mithören. Er kann aber dem CTCSS-Sender nicht antworten, denn dieser hört nur Funksprüche, die mit dem richtigen CTCSS-Subton unterlegt sind.
Eine Abhörsicherheit bietet diese Funktion nicht, da die Stimme beim Senden nicht verschlüsselt oder codiert wird. Lediglich der (kaum hörbare) Pilotton wird hinzugefügt, aber die Sprache selber bleibt unverändert klar verständlich. Ebenfalls ist zu beachten, dass durch das Abschalten der CTCSS-Funktion am empfangenden Gerät sämtliche Funksprüche, mit und ohne ausgesendetem CTCSS-Ton, gehört werden können, weshalb die Bezeichnung „Privacy Line“ (Motorola) irreführend sein kann.
Die störungsfreie Benutzung einer Frequenz von vielen Mitbenutzern mit unterschiedlicher CTCSS-Subtoneinstellung bezieht sich aber nur auf das Hören. Beim Senden kann man auf einer Frequenz, die von sehr vielen Leuten benutzt wird, schnell zum Störsender werden, wenn man unbedacht in die laufende Sendung eines anderen hineinfunkt, was bei CTCSS leichter möglich ist als ohne CTCSS: Im Funkverkehr ohne CTCSS kann man hören, ob gerade jemand anderes auf der Frequenz spricht. Bei CTCSS hingegen hört man nicht, wenn jemand anderes auf der Frequenz spricht, aber einen anderen Subton eingeschaltet hat. CTCSS-fähige Sprechfunkgeräte haben deshalb meist noch eine Anzeige, die leuchtet, wenn der Kanal gerade belegt ist. In diesem Moment sollte man nicht senden, da man gegenseitig als Störsender aufeinander einwirkt. Im Betriebsfunk sowie bei besseren Geräten kann das Gerät entsprechend programmiert werden, dass bei belegtem Kanal mit falschem CTCSS-Ton nicht gesendet werden kann; die entsprechende Funktion wird meist „Busy Lock-Out“ (BCL) genannt. Bei Funkverkehr ohne CTCSS kommt es beim gleichzeitigen Senden zu hörbaren Störungen beim Empfänger, so dass keiner der beiden Sendenden verstanden werden kann. Bei CTCSS-Funkgeräten hört man bei einer Störsendung hingegen gar nichts, da aufgrund der Störungen der CTCSS-Pilotton nicht mehr erkannt wird und das Funkgerät daher stummschaltet.